# Ilha Ellis
A Ilha Ellis (em inglês:  Ellis Island) é uma ilha na foz do Rio Hudson que foi ao longo do século XIX e no começo do século XX a principal entrada de imigrantes nos Estados Unidos.

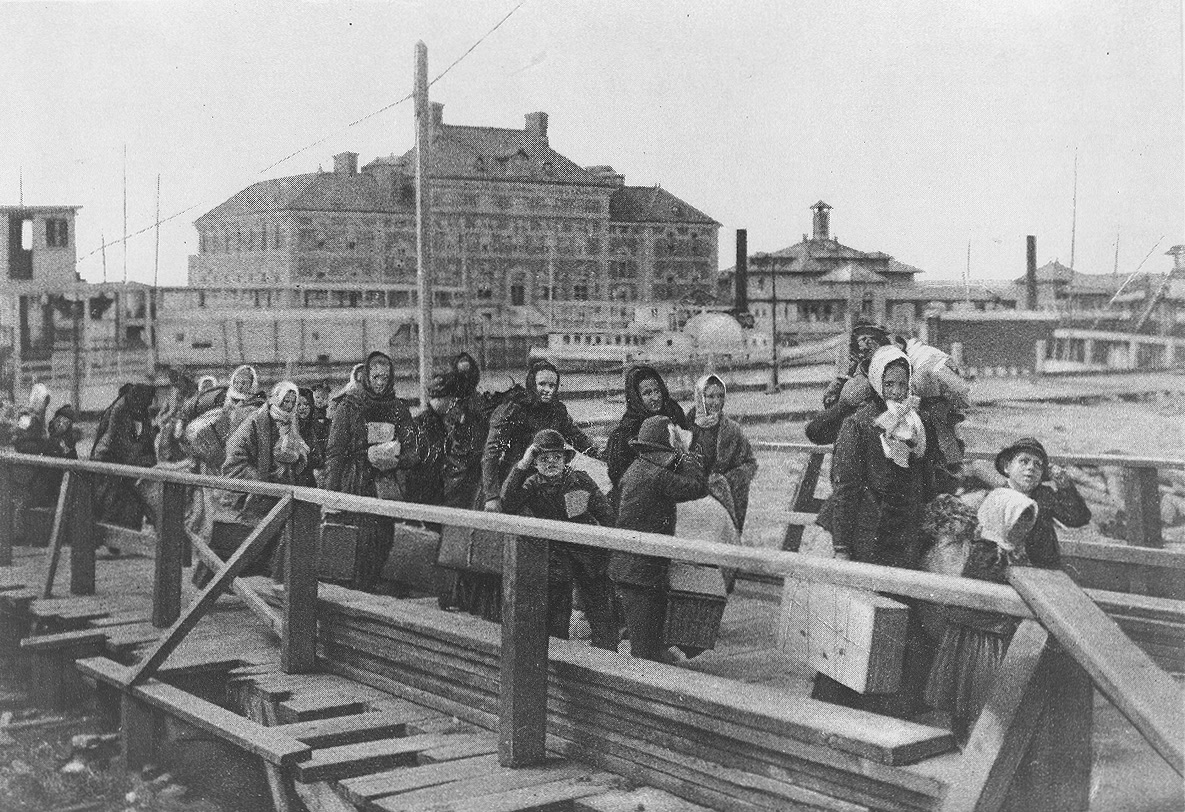
Imigrantes chegando a Ellis Island em 1902.

A ilha, situada no porto de Nova Iorque, é um símbolo da imigração para os Estados Unidos. De 1892 a 1954, era o primeiro lugar que os imigrantes provenientes da Europa pisavam, após uma longa viagem em navios a vapor. Quase 12 milhões de pessoas chegaram a essa ilha à procura de uma oportunidade no novo mundo, a América.
Em 1990, o edifício que durante essa época serviu como posto de exame dos imigrantes que chegavam da Europa foi transformado em museu, albergando tanto materiais originais, como documentos e fotografias, materiais audiovisuais de apoio, distribuídos pelos 3 andares do edifício. A ilha de Ellis faz parte do monumento da Estátua da Liberdade, sendo possível chegar até ele por meio do mesmo ferryboat.

## Designações históricas
A Ilha Ellis faz parte do Monumento Nacional da Estátua da Liberdade, que também inclui a Estátua da Liberdade e a Ilha da Liberdade, desde 1965. Está listada no Registro Nacional de Lugares Históricos desde 1966. A ilha também está listada no Registro de Lugares Históricos de Nova Jersey desde 1971, e o edifício principal foi transformado em um marco designado pela cidade de Nova York em 1993. Além disso, em 2017, foi incluída na lista de solicitações da UNESCO para se tornar um Patrimônio Mundial.